# Frederik Gößling
Frederik Gößling (* 22. September 1977 in Bielefeld) ist ein ehemaliger deutscher Fußballtorwart. Er ist seit Sommer 2015 Torwarttrainer von RasenBallsport Leipzig.

## Werdegang
Gößling begann seine Fußballkarriere beim TuS Jöllenbeck im Bielefelder Norden. Im Alter von 13 Jahren wechselte er in die C-Jugend von Arminia Bielefeld. Nach seiner Jugendzeit wurde er Stammtorhüter der Amateurmannschaft und schaffte mit dieser den Aufstieg in die Verbandsliga. Am 23. April 2000 absolvierte er sein erstes und bis heute einziges Bundesligaspiel gegen die SpVgg Unterhaching (1:0-Sieg). Nach der Saison wechselte er zum Oberligisten SC Herford. Schon in der Winterpause verließ er den finanziell angeschlagenen Verein und ging zum Regionalligisten SC Verl, 2003 dann zum Regionalligisten Preußen Münster.
Im Sommer 2006 folgte der Wechsel zum VfL Osnabrück. Mit den Niedersachsen feierte er 2007 den Aufstieg in die 2. Bundesliga. Dort war er vor Tino Berbig die Nummer 1; von August 2004 bis September 2007 stand er in 107 Pflichtspielen in Folge über die volle Distanz zwischen den Pfosten. Sein Vertrag wurde aber am Ende der Saison nicht verlängert, Berbig blieb und Gößling wurde durch Stefan Wessels ersetzt. Gößling kam in 161 Regionalliga-, 20 Zweitliga- und vier DFB-Pokalspielen zum Einsatz.
Anschließend spielte Gößling für den Oststeinbeker SV in der Landes- und Oberliga Hamburg. Dort war er Leistungsträger und Führungsspieler, verließ jedoch im Sommer 2010 den Verein, um eine Aufgabe als Torwarttrainer im Nachwuchsbereich des FC St. Pauli zu übernehmen. Zur Saison 2011/12 wurde er hauptamtlicher Torwart-Trainer beim Zweitligisten SC Paderborn 07. Nach zwei Jahren beim SCP wechselte er zur Saison 2013/14 in derselben Position zum Bundesligaabsteiger SpVgg Greuther Fürth. 2015 wechselte Gößling als Torwart-Trainer zum Ligakonkurrenten RB Leipzig und schaffte im selben Jahr den Aufstieg in die Bundesliga.
Gößling ist examinierter Jurist und absolvierte im Juni 2008 an der University of Chelmsford (UK) seinen Master (LL.M.) im Bereich International Sports Law.
Gößling lebt mit seiner Frau und zwei Söhnen in Leipzig.